# Monastère de Ćelije (Lajkovac)
Ne doit pas être confondu avec Monastère de Ćelije.
Le monastère de Ćelije (en serbe cyrillique :  Манастир Ћелије ; en serbe latin :Manastir Ćelije) est un monastère orthodoxe serbe situé à Ćelije, dans la municipalité de Lajkovac et dans le district de Kolubara, en Serbie. Il est inscrit sur la liste des monuments culturels protégés de la République de Serbie (identifiant no SK 2148),.
L'église du monastère est dédiée à saint Georges.

## Présentation

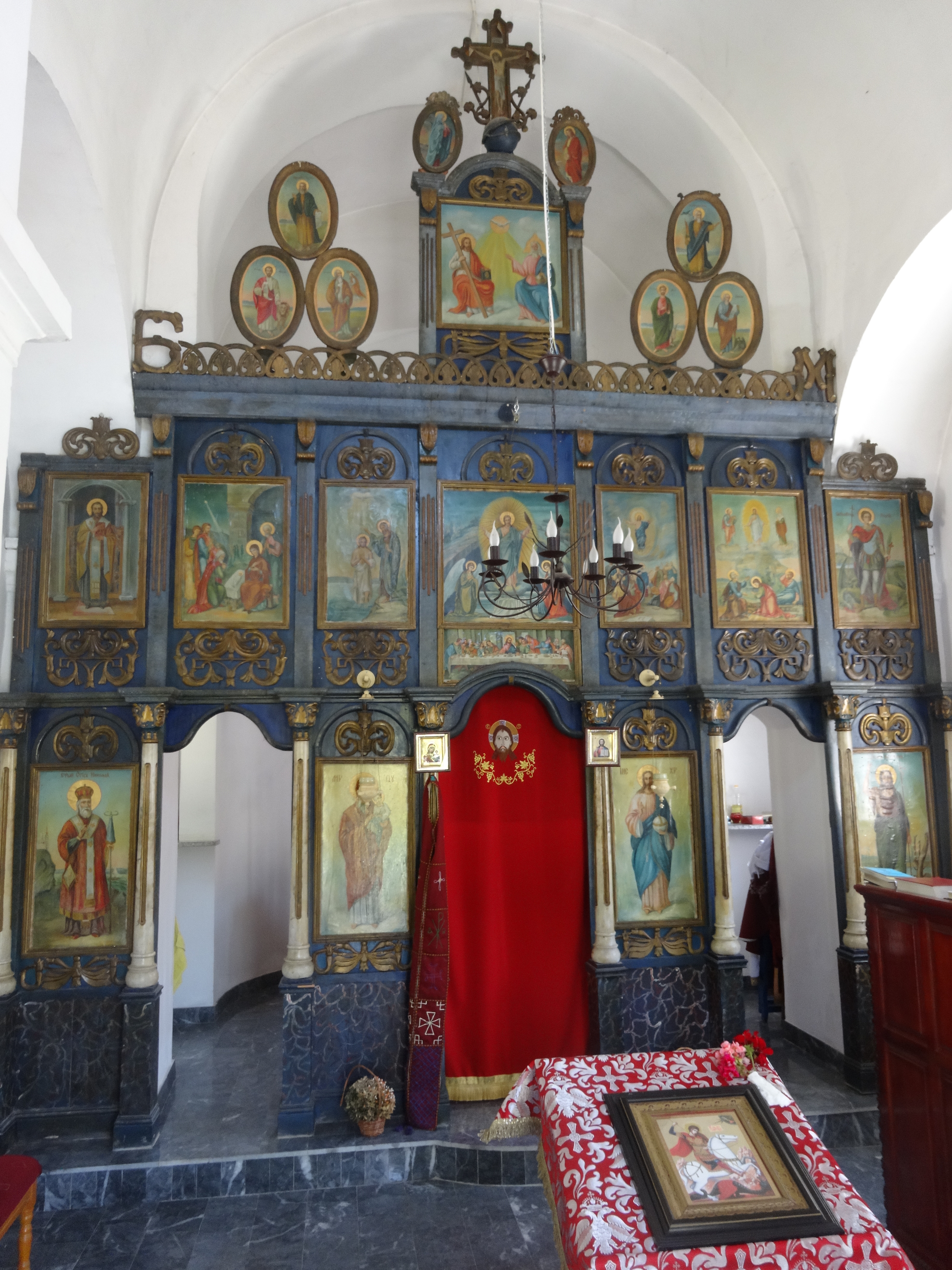
L'iconostase de l'église.

En 1923 et 1924, des fouilles archéologiques ont été entreprises à Ćelije, poursuivies par l'Institut pour la protection du patrimoine de Valjevo en 2005. Elles ont permis de conclure qu'à l'emplacement du monastère actuel se trouvait déjà un ensemble monastique au XIVe siècle ou au XVe siècle fondé par un aristocrate serbe, peut-être Grgur Branković, le fils du despote Đurađ Branković.
Le monastère a été renouvelé en 1923-1924 et l'église est devenue une église paroissiale et un ossuaire célébrant la mémoire des soldats serbes et austro-hongrois morts à la bataille de la Kolubara en 1914 ; 7 000 combattants y sont inhumés.
En 2006, l'église restaurée et le nouveau konak (résidence monastique) ont été consacrés par l'évêque de Šumadija Jovan et le monastère est devenu un métoque du monastère Saint-Luc de Bošnjane près de Varvarin.